# 後藤玄利
後藤 玄利（ごとう げんり、1967年2月4日 -）は、日本の実業家。ジャクール株式会社代表取締役、一般社団法人タグフィット代表理事、ケンコーコム株式会社創業者・元代表取締役社長。

## 略歴
大分県臼杵市出身。地元の製薬会社うすき製薬の創業家に生まれる。父の後藤國利は、うすき製薬の代表取締役のほか、1997年から2009年まで臼杵市長を務めた。1989年3月に東京大学教養学部基礎科学科を卒業した後、アンダーセンコンサルティング（現・アクセンチュア）勤務。
その後、1994年5月にうすき製薬に取締役として入社。当時、うすき製薬で取り扱っていた霊芝飲料「喜喜萬年」の通信販売のために、1994年11月に株式会社ヘルシーネット（後のケンコーコム→Rakuten Direct）を設立し、代表取締役に就任した。1997年7月に、父の臼杵市長就任に伴い、うすき製薬の代表取締役に就任。一方、ヘルシーネットは2000年5月にインターネット通信販売サイト「ケンコーコム」を立ち上げ、同社の業務が多忙になったことから、うすき製薬については2001年8月に代表取締役を退任して取締役となり、さらに2010年4月には取締役も辞任している。
2004年、ケンコーコムは東京証券取引所マザーズに上場。
2009年、薬事法の改正に伴う厚生労働省令の改正によって原則として医薬品の対面販売が義務づけられたことに対して、医薬品の通信販売業者の業界のトップとして省令の無効を訴えている。
2011年、東日本大震災発生直後に、東京にあったケンコーコムの本社機能の一部を福岡市に移転することを決断し、注目を集めた。2014年、楽天の完全子会社となったケンコーコムの代表取締役社長を辞任。
2016年、マインドパレット創業者・神尾隆昌と共同でジャクール株式会社を設立。同時期に一般社団法人タグフィットを設立し、インバウンド関連事業を手がける。